# South Bay Lakers
Die South Bay Lakers (vormals Los Angeles D-Fenders) sind ein Team der NBA G-League, das in El Segundo (Kalifornien) beheimatet ist.

## Geschichte
Das Farmteam der Los Angeles Lakers wurde als Los Angeles D-Fenders zur Saison 2006/07 neu in die NBA Development League aufgenommen. Die D-Fenders befanden sich seitdem ebenfalls im Besitz des 2013 verstorbenen Eigentümers der Los Angeles Lakers Jerry Buss. Sowohl das Logo als auch die Farben des Teams wurden denen der Lakers nachempfunden. Die Lakers waren damit das erste Team der Liga, das ein exklusiv eigenes Farmteam in der NBA D-League hatte.
Zu Beginn trugen die D-Fenders ihre Heimspiele im Staples Center in Los Angeles aus. Die Spiele der D-Fenders wurden zeitlich meist vor den Heimspielen der Lakers platziert und Tickets für ein Lakers-Spiel galten auch für ein Heimspiel der D-Fenders. Doch meistens blieb die Halle leer und die Kosten für die Heimspiele stiegen enorm. Um neue Strukturen für das Team aufzubauen, traten die D-Fenders während der Saison 2010/11 nicht an und nahmen nicht am Spielbetrieb teil. Zur Saison 2011/12 kehrte das Team in die Liga zurück und trug seine Heimspiele bis 2016/17 im Toyota Sports Center aus. Dieses bot bei Heimspielen ca. 300 Zuschauern Platz. Die D-Fenders konnten die Saison erfolgreich bestreiten und zogen bis in die Finals der Play-offs ein. Dort unterlagen sie den Austin Toros nach Siegen mit 1—2.
2012 bis 2013 war Reggie Theus Head Coach des Teams. Sein Nachfolger sollte zunächst der ehemalige Spieler Mark Madsen werden. Madsen wurde jedoch später als Assistenz-Coach zu den Los Angeles Lakers berufen. Head Coach zur Saison 2013/14 wurde schließlich Robert MacKinnon. Zur Saison 2013/14 wurde zudem der deutsche Nationalspieler Elias Harris von den Los Angeles Lakers zu den D-Fenders geschickt, um dort Spielpraxis zu sammeln.
Nach der Saison 2016/17 wurde die NBA Development League in NBA G-League (kurz G-League) umbenannt und die L.A. D-Fenders in South Bay Lakers. Seit der Saison 2017/18 dient das UCLA Health Training Center als Heimstätte, das 750 Zuschauern Platz bietet.

## Aktueller Kader
| Nr. | Nat.               | Name              | Position      | Geburt            | Größe  | Info |               |
| --- | ------------------ | ----------------- | ------------- | ----------------- | ------ | ---- | ------------- |
| 00  | Vereinigte Staaten | Nate Pierre-Louis | Forward       | 23. Dezember 1998 | 193 cm |      | Temple        |
| 1   | Vereinigte Staaten | Frank Mason III   | Guard         | 3. April 1994     | 180 cm |      | Kansas        |
| 5   | Vereinigte Staaten | Tiwian Kendley    | Guard-Forward | 26. März 1995     | 196 cm |      | Morgan State  |
| 9   | Vereinigte Staaten | Mason Jones       | Guard         | 21. Juli 1998     | 191 cm | TW   | Arkansas      |
| 11  | Vereinigte Staaten | Elijah Cain       | Guard         | 18. Oktober 1996  | 198 cm |      | DePaul        |
| 20  | Vereinigte Staaten | Andre Ingram      | Guard         | 19. November 1985 | 191 cm |      | American      |
| 21  | Vereinigte Staaten | Cameron Oliver    | Forward       | 11. Juli 1996     | 203 cm |      | Nevada, Reno  |
| 30  | Vereinigte Staaten | Jay Huff          | Forward       | 25. August 1998   | 216 cm | TW   | Virginia      |
| 35  | Vereinigte Staaten | Paris Bass        | Forward       | 29. April 1995    | 203 cm |      | Detroit Mercy |

| Nat.               | Name             | Position                   |
| ------------------ | ---------------- | -------------------------- |
| Vereinigte Staaten | Miles Simon      | Head Coach                 |
| Vereinigte Staaten | Brian Walsh      | Co-Trainer                 |
| Jamaika            | Dane Johnson     | Co-Trainer                 |
| Vereinigte Staaten | Fortune Solomon  | Co-Trainer                 |
| unbekannt          | Isela Sanchez    | Athletik-Trainer           |
| unbekannt          | Misha Cavaye     | Kraft- & Konditionstrainer |
| unbekannt          | Anthony Beaumont | Videokoordinator           |

| Abk. | Bedeutung                                          |
| ---- | -------------------------------------------------- |
| Nr.  | Trikotnummer                                       |
| Nat. | Nationalität                                       |
| C    | Mannschaftskapitän                                 |
| TW   | Two-Way-Player (Spieler mit Two-Way-Vertrag)       |
| NBA  | Assigned Player (Aus der NBA abgestellter Spieler) |

## Bekannte ehemalige Spieler

D-Fenders-Logo von 2006 bis 2017

- Isaac Bonga
- Ronald Dupree
- Jordan Farmar
- Mickaël Gelabale
- Elias Harris
- Coby Karl
- Jamario Moon
- David Nwaba
- Gabe Pruitt
- Sun Yue
- Jamaal Tinsley
- Moritz Wagner
- Travis Wear